# Młyniska (gmina)
Młyniska – dawna gmina wiejska w powiecie żydaczowskim województwa stanisławowskiego II Rzeczypospolitej. Siedzibą gminy były Młyniska.
Gminę utworzono 1 sierpnia 1934 r. w ramach reformy na podstawie ustawy scaleniowej z dotychczasowych gmin wiejskich: Antoniówka, Bereźnica Królewska, Holeszów, Jajkowce, Lubsza, Młyniska, Mazurówka, Smuchów, Zabłotowce i Żórawków.
Po II wojnie światowej obszar gminy znalazł się w ZSRR.